# Periga inexpectata
Periga inexpectata är en fjärilsart som beskrevs av Lemaire 1971. Periga inexpectata ingår i släktet Periga och familjen påfågelsspinnare. Inga underarter finns listade i Catalogue of Life.